# Morti nel 2019/Giugno
| Questa pagina contiene informazioni ricavate automaticamente dalle voci biografiche con l'ausilio del template Bio e di un bot. L'aggiornamento è periodico e automatico e ricostruisce completamente la pagina. Se manca una persona in questa lista, sei pregato di non aggiungerla, ma accertati piuttosto che la sua voce biografica contenga il template Bio e che i dati anagrafici siano correttamente compilati. Se il template Bio manca, inseriscilo tu stesso o, in alternativa, metti l'avviso {{tmp\|Bio}} che ne segnala la mancanza. Se i dati riportati sono sbagliati, correggi direttamente la voce biografica; le modifiche saranno visibili in questa lista entro pochi giorni. Per chiarimenti vedi il progetto biografie. La lista contiene solo le 174 persone che sono citate nell'enciclopedia e per le quali è stato implementato correttamente il template Bio. Pagina aggiornata al 10 ago 2025. |

- 1º giugno - Mario Perego, allenatore di calcio e calciatore italiano (n. 1944)
- 1º giugno - José Antonio Reyes, calciatore spagnolo (n. 1983)
- 1º giugno - Michel Serres, filosofo e scrittore francese (n. 1930)
- 2 giugno - Luigi Biscardi, politico italiano (n. 1928)
- 2 giugno - Luís Alberto da Silva Lemos, allenatore di calcio e calciatore brasiliano (n. 1952)
- 2 giugno - Flora Diegues, attrice, sceneggiatrice e regista brasiliana (n. 1986)
- 2 giugno - Donald M. Fraser, politico statunitense (n. 1924)
- 2 giugno - Barry Hughes, allenatore di calcio e calciatore gallese (n. 1937)
- 2 giugno - Walter Lübcke, politico tedesco (n. 1953)
- 2 giugno - Ken Matthews, marciatore britannico (n. 1934)
- 2 giugno - Alan Rollinson, pilota automobilistico britannico (n. 1943)
- 3 giugno - Agustina Bessa-Luís, scrittrice portoghese (n. 1922)
- 3 giugno - Domenico D'Alise, taekwondoka italiano (n. 1970)
- 3 giugno - Fabrizio Fabbri, dirigente sportivo e ciclista su strada italiano (n. 1948)
- 3 giugno - Guy François, calciatore haitiano (n. 1947)
- 3 giugno - Jurica Jerković, calciatore jugoslavo (n. 1950)
- 3 giugno - Simjon Rosenfeld, militare e superstite dell'Olocausto ucraino (n. 1922)
- 4 giugno - Billy Gabor, cestista statunitense (n. 1922)
- 4 giugno - Robin Herd, ingegnere britannico (n. 1939)
- 4 giugno - Lennart Johansson, dirigente sportivo svedese (n. 1929)
- 4 giugno - Laurel L. Wilkening, astrofisica statunitense (n. 1944)
- 4 giugno - Lawrie Leslie, calciatore scozzese (n. 1935)
- 4 giugno - Rinaldo Traini, editore, storico e sceneggiatore italiano (n. 1931)
- 5 giugno - Ernesto Casnati, fisico italiano (n. 1928)
- 5 giugno - John O'Leary, attore statunitense (n. 1926)
- 5 giugno - Elio Sgreccia, cardinale, vescovo cattolico e teologo italiano (n. 1928)
- 5 giugno - Marino Venturini, politico sammarinese (n. 1944)
- 6 giugno - Dr. John, cantautore, pianista e chitarrista statunitense (n. 1941)
- 6 giugno - Rolf Maurer, ciclista su strada e pistard svizzero (n. 1938)
- 6 giugno - Bolesław Pylak, arcivescovo cattolico polacco (n. 1921)
- 7 giugno - Ryszard Bugajski, regista polacco (n. 1943)
- 7 giugno - Serguei, cantante, compositore e showman brasiliano (n. 1933)
- 7 giugno - Narciso Ibáñez Serrador, regista uruguaiano (n. 1935)
- 7 giugno - Renzo Patria, politico italiano (n. 1933)
- 8 giugno - Abdul Baset Al-Sarout, attivista e militare siriano (n. 1992)
- 8 giugno - Justin Edinburgh, allenatore di calcio e calciatore inglese (n. 1969)
- 8 giugno - Arthur Frackenpohl, compositore statunitense (n. 1924)
- 8 giugno - Nello Governato, calciatore, dirigente sportivo e scrittore italiano (n. 1938)
- 8 giugno - Andre Matos, cantante e pianista brasiliano (n. 1971)
- 8 giugno - Gerlind Reinshagen, scrittrice, poetessa e drammaturga tedesca (n. 1926)
- 9 giugno - Bushwick Bill, rapper statunitense (n. 1966)
- 9 giugno - Oskar Kohlhauser, calciatore austriaco (n. 1934)
- 9 giugno - Mario Mangiarotti, schermidore e dirigente sportivo italiano (n. 1920)
- 9 giugno - Mimi Wikstedt, tennista svedese (n. 1954)
- 10 giugno - Yuzuru Fujimoto, doppiatore giapponese (n. 1935)
- 10 giugno - Lee Hee-ho, attivista sudcoreana (n. 1922)
- 10 giugno - Girish Karnad, attore, regista e sceneggiatore indiano (n. 1938)
- 10 giugno - Kálmán Merényi, cestista ungherese (n. 1934)
- 10 giugno - Antonio Reyes, cestista messicano (n. 1962)
- 10 giugno - Peter Whitehead, regista britannico (n. 1937)
- 11 giugno - Roberto Bailey, calciatore honduregno (n. 1952)
- 11 giugno - Carl Bertelsen, calciatore danese (n. 1937)
- 11 giugno - Domenico De Simone, politico italiano (n. 1926)
- 11 giugno - Yvan Delsarte, cestista belga (n. 1929)
- 11 giugno - Martin Feldstein, economista statunitense (n. 1939)
- 11 giugno - Gabe Grunewald, mezzofondista statunitense (n. 1986)
- 11 giugno - Peter Head, nuotatore britannico (n. 1935)
- 11 giugno - Enrico Nascimbeni, cantautore, giornalista e scrittore italiano (n. 1956)
- 11 giugno - Valeria Valeri, attrice e doppiatrice italiana (n. 1921)
- 12 giugno - Gary Burrell, imprenditore e ingegnere elettrico statunitense (n. 1937)
- 12 giugno - Armand De Decker, politico belga (n. 1948)
- 12 giugno - Sylvia Miles, attrice statunitense (n. 1924)
- 13 giugno - Pat Bowlen, dirigente sportivo statunitense (n. 1944)
- 13 giugno - Rachele Farina, storica italiana (n. 1930)
- 13 giugno - Armando Fernández, fumettista argentino (n. 1945)
- 13 giugno - Edith González, attrice e conduttrice televisiva messicana (n. 1964)
- 13 giugno - Şeref Has, calciatore turco (n. 1936)
- 13 giugno - Rosario Parmegiani, pallanuotista italiano (n. 1937)
- 13 giugno - Jiří Pospíšil, cestista cecoslovacco (n. 1950)
- 14 giugno - Daniel Colin, politico francese (n. 1933)
- 14 giugno - Ludovico Gatto, storico italiano (n. 1931)
- 14 giugno - Marta Harnecker, giornalista e scrittrice cilena (n. 1937)
- 15 giugno - Rinaldo Camaioni, triplista e dirigente d'azienda italiano (n. 1940)
- 15 giugno - Franco Zeffirelli, regista, sceneggiatore e scenografo italiano (n. 1923)
- 16 giugno - Kelly Coleman, cestista statunitense (n. 1938)
- 16 giugno - Wolfgang Danne, pattinatore artistico su ghiaccio tedesco (n. 1941)
- 16 giugno - Erzsébet Gulyás-Köteles, ginnasta ungherese (n. 1924)
- 16 giugno - Tonny Lindberg, cantante e chitarrista svedese (n. 1944)
- 16 giugno - Simona Mafai, politica italiana (n. 1928)
- 16 giugno - Suzan Pitt, regista e artista statunitense (n. 1943)
- 16 giugno - Salvatore Senese, magistrato e politico italiano (n. 1935)
- 16 giugno - Francine Shapiro, psicologa statunitense (n. 1948)
- 17 giugno - Andy Anderson, cestista statunitense (n. 1945)
- 17 giugno - Pietro Barbarito, politico italiano (n. 1925)
- 17 giugno - Lanfranco Frigeri, pittore e scultore italiano (n. 1920)
- 17 giugno - Armando Gnisci, critico letterario italiano (n. 1946)
- 17 giugno - Moacyr Grechi, arcivescovo cattolico brasiliano (n. 1936)
- 17 giugno - Eric Lindroth, pallanuotista statunitense (n. 1951)
- 17 giugno - Ian MacFarlane, allenatore di calcio e calciatore scozzese (n. 1933)
- 17 giugno - Giorgio Michetti, pittore, disegnatore e illustratore italiano (n. 1912)
- 17 giugno - Mohamed Morsi, politico egiziano (n. 1951)
- 17 giugno - Gloria Vanderbilt, stilista, scrittrice e attrice statunitense (n. 1924)
- 17 giugno - Remo Vigni, calciatore italiano (n. 1938)
- 17 giugno - Christian Wägli, mezzofondista e velocista svizzero (n. 1934)
- 18 giugno - Maria Giuseppa Robucci, supercentenaria italiana (n. 1903)
- 19 giugno - Etika, youtuber statunitense (n. 1990)
- 20 giugno - Liliana Benvenuti, partigiana italiana (n. 1923)
- 20 giugno - Wibke Bruhns, giornalista e scrittrice tedesca (n. 1938)
- 20 giugno - Andrzej Chmarzyński, cestista polacco (n. 1945)
- 20 giugno - Emanuele Crestini, politico italiano (n. 1972)
- 20 giugno - Dumitru Focșeneanu, bobbista rumeno (n. 1935)
- 20 giugno - Eddie Garcia, attore e regista filippino (n. 1929)
- 20 giugno - Judit Kathona, cestista ungherese (n. 1943)
- 20 giugno - Franca Marino Buccellato, politica italiana (n. 1931)
- 20 giugno - Gerald Messlender, calciatore austriaco (n. 1961)
- 20 giugno - Gino Pasqualotto, hockeista su ghiaccio italiano (n. 1955)
- 20 giugno - Rubén Suñé, calciatore e allenatore di calcio argentino (n. 1947)
- 21 giugno - Susan Bernard, attrice cinematografica e modella statunitense (n. 1948)
- 21 giugno - Dīmītrīs Christofias, politico cipriota (n. 1946)
- 21 giugno - Valentina Fortunato, attrice italiana (n. 1928)
- 21 giugno - Gilberto Antonio Marselli, sociologo italiano (n. 1928)
- 21 giugno - Leopoldo Attilio Martino, politico italiano (n. 1928)
- 21 giugno - Jan Meyers, politica statunitense (n. 1928)
- 22 giugno - Arild Berg, calciatore norvegese (n. 1975)
- 22 giugno - Michele De Martiis, politico italiano (n. 1926)
- 22 giugno - Miguel Ángel Falasca, pallavolista e allenatore di pallavolo spagnolo (n. 1973)
- 22 giugno - Gian Giacomo Fissore, diplomatista, storico e paleografo italiano (n. 1940)
- 22 giugno - Primo Luigi Galasi, calciatore e allenatore di calcio italiano (n. 1940)
- 22 giugno - Judith Krantz, scrittrice e giornalista statunitense (n. 1928)
- 22 giugno - Thalles, calciatore brasiliano (n. 1995)
- 22 giugno - Ambachew Mekonnen, politico etiope (n. 1971)
- 23 giugno - Dave Bartholomew, musicista, produttore discografico e compositore statunitense (n. 1918)
- 23 giugno - Stephanie Niznik, attrice statunitense (n. 1967)
- 23 giugno - Paulo César Reis Meindl Von Berger, cestista e allenatore di pallacanestro brasiliano (n. 1964)
- 23 giugno - Fernando Roldán, calciatore cileno (n. 1921)
- 23 giugno - Žarko Varajić, cestista e dirigente sportivo jugoslavo (n. 1951)
- 24 giugno - Milo Baresa, calciatore belga (n. 1943)
- 24 giugno - Billy Drago, attore e conduttore radiofonico statunitense (n. 1946)
- 24 giugno - Ekaterina Ilarionovna Michajlova-Dëmina, militare sovietica (n. 1925)
- 24 giugno - Armando Onesti, preparatore atletico, allenatore di calcio e calciatore italiano (n. 1936)
- 24 giugno - Jörg Stübner, calciatore tedesco orientale (n. 1965)
- 25 giugno - Tony Barone, allenatore di pallacanestro e dirigente sportivo statunitense (n. 1946)
- 25 giugno - Ken Behring, imprenditore statunitense (n. 1928)
- 25 giugno - Elda Cerchiari Necchi, storica dell'arte italiana (n. 1924)
- 25 giugno - Giuseppe Fabiani, vescovo cattolico italiano (n. 1926)
- 25 giugno - Margit Fekete, cestista ungherese (n. 1929)
- 25 giugno - Jean-Louis Jagueneau, ciclista su strada francese (n. 1943)
- 25 giugno - Bryan Marshall, attore britannico (n. 1938)
- 25 giugno - Isabel Sarli, attrice e modella argentina (n. 1929)
- 25 giugno - Bruno de Keyzer, direttore della fotografia francese (n. 1949)
- 26 giugno - Ivan Cooper, politico e attivista britannico (n. 1944)
- 26 giugno - Hans-Joachim Heusinger, politico tedesco orientale (n. 1925)
- 26 giugno - Charalambos Holidis, lottatore greco (n. 1956)
- 26 giugno - Luciano Lanati, pittore italiano (n. 1937)
- 26 giugno - Édith Scob, attrice francese (n. 1937)
- 26 giugno - Max Wright, attore statunitense (n. 1943)
- 27 giugno - Mário Jorge da Fonseca Hermes, cestista brasiliano (n. 1926)
- 27 giugno - Vukica Mitić, cestista jugoslava (n. 1953)
- 27 giugno - Justin Raimondo, scrittore statunitense (n. 1951)
- 28 giugno - Paul Benjamin, attore statunitense (n. 1934)
- 28 giugno - Justo Bonetto, cestista italiano (n. 1938)
- 28 giugno - Borislav Džaković, allenatore di pallacanestro serbo (n. 1947)
- 28 giugno - Charles Levin, attore statunitense (n. 1949)
- 28 giugno - Lisa Martinek, attrice e sceneggiatrice tedesca (n. 1972)
- 28 giugno - Vito Melito, ultramaratoneta e maratoneta italiano (n. 1945)
- 28 giugno - Franco Mondini, batterista e giornalista italiano (n. 1935)
- 28 giugno - Gino Pizzati, aviatore e militare italiano (n. 1919)
- 28 giugno - Jacques-René Rabier, funzionario francese (n. 1919)
- 29 giugno - Franco Berlanda, partigiano, architetto e urbanista italiano (n. 1921)
- 29 giugno - David Brink, pistard statunitense (n. 1947)
- 29 giugno - Gershon Dekel, cestista e allenatore di pallacanestro israeliano (n. 1943)
- 29 giugno - Florijana Ismaili, calciatrice svizzera (n. 1995)
- 29 giugno - Jeon Mi-seon, attrice sudcoreana (n. 1970)
- 29 giugno - Jesper Langberg, attore danese (n. 1940)
- 29 giugno - Guillermo Mordillo, fumettista e illustratore argentino (n. 1932)
- 29 giugno - Ilkka Nummisto, canoista finlandese (n. 1944)
- 29 giugno - Antonio Serena, velocista, dirigente sportivo e dermatologo italiano (n. 1932)
- 29 giugno - Giovanni Talami, calciatore italiano (n. 1955)
- 29 giugno - Michael Uchendu, cestista brasiliano (n. 1998)
- 30 giugno - Momir Bulatović, politico montenegrino (n. 1956)
- 30 giugno - Mitchell Feigenbaum, matematico e fisico statunitense (n. 1944)
- 30 giugno - Giovanni Giavazzi, politico italiano (n. 1920)
- 30 giugno - David Koloane, artista e gallerista sudafricano (n. 1938)
- 30 giugno - Daniele Pagani, attore italiano (n. 1949)